# Collegio elettorale di Bosa
Il collegio elettorale di Bosa è stato un collegio elettorale uninominale del Regno di Sardegna. Nasce con la riforma determinata dalla legge n. 1409, 27 gennaio 1856, ereditando il territorio dell'ex collegio di Cuglieri II.

## Dati elettorali
Nel collegio si svolsero votazioni per la sesta legislatura e fu poi unito nel collegio di Cuglieri.

### VI legislatura
Le votazioni si svolsero in 204 collegi uninominali a doppio turno dopo la modifica dei collegi della Sardegna nel 1856; venne applicata la normativa del 1848 (al primo turno un numero di voti maggiore di un terzo degli iscritti).
| Partito                            | Partito                            | Candidato                          | Primo turno 15 novembre 1857 | Primo turno 15 novembre 1857 | Ballottaggio 17 novembre 1857 | Ballottaggio 17 novembre 1857 |
| Partito                            | Partito                            | Candidato                          | Voti                         | %                            | Voti                          | %                             |
| ---------------------------------- | ---------------------------------- | ---------------------------------- | ---------------------------- | ---------------------------- | ----------------------------- | ----------------------------- |
|                                    | —                                  | Francesco Spano                    | 203                          | 48,92                        | 243                           | 50,21                         |
|                                    | —                                  | Francesco Passino-Cugia            | 212                          | 51,08                        | 241                           | 49,79                         |
|                                    |                                    |                                    |                              |                              |                               |                               |
| Iscritti                           | Iscritti                           | Iscritti                           | 666                          | 100,00                       | 666                           | 100,00                        |
| ↳ Votanti (% su iscritti)          | ↳ Votanti (% su iscritti)          | ↳ Votanti (% su iscritti)          | 449                          | 67,42                        | 489                           | 73,42                         |
| ↳ Voti validi (% su votanti)       | ↳ Voti validi (% su votanti)       | ↳ Voti validi (% su votanti)       | 415                          | 92,43                        | 484                           | 98,98                         |
| ↳ Schede non valide (% su votanti) | ↳ Schede non valide (% su votanti) | ↳ Schede non valide (% su votanti) | 34                           | 7,57                         | 5                             | 1,02                          |
| ↳ Astenuti (% su iscritti)         | ↳ Astenuti (% su iscritti)         | ↳ Astenuti (% su iscritti)         | 217                          | 32,58                        | 177                           | 26,58                         |